# Ciclina H
La ciclina H (CCNH) es una proteína codificada en los humanos por el gen CCNH. La ciclina H pertenece a la familia de las ciclinas, cuyos miembros se caracterizan por incrementar drásticamente sus niveles en las células de forma periódica cada vez que se inicia el ciclo celular. Las ciclinas son importantes reguladoras de transiciones del ciclo celular a través de su capacidad para unirse y activar proteín-quinasas y la ciclina H ejercce ese tipo de acciones en asociación con CDK7 activando a la proteína quinasa activante dependiente de ciclina (CAK) que está implicada en la activación de CDK218.
La ciclina H además forma complejo con la proteína quinasa MAT1. El complejo quinasa es capaz de fosforilar CDK2 y CDC2 quinasas, por lo tanto funciona como activador de la quinasa CDK (CAK). La ciclina H y su quinasa son componentes de TFIIH, así como complejos de proteínas RNA polimerasa II. Participa en dos procesos de regulación transcripcional diferentes, lo que sugiere un vínculo importante entre el control de la transcripción basal y la maquinaria del ciclo celular.

## Interacciones
La proteína ciclina H ha demostrado ser capaz de interaccionar con:
- MNAT1,[5][6]
- Cdk7,[7][8][9]
- p53,[10]